# Ourapteryx imitans
Ourapteryx imitans är en fjärilsart som beskrevs av Max Joseph Bastelberger 1911. Ourapteryx imitans ingår i släktet Ourapteryx och familjen mätare. Inga underarter finns listade i Catalogue of Life.